# A Estratégia do Oceano Azul
A Estratégia do Oceano Azul é um livro que ensina como investir em mercados inexplorados. Publicado em 2005 e escrito por W. Chan Kim e Renée Mauborgne, representantes do The Blue Ocean Strategy Institute, localizado na INSEAD. o livro sugere matrizes que podem ser aplicadas em modelos de negócio e analisa casos de grande sucesso em todo mundo, como o do Cirque Du Soleil, que recriou o conceito de circo e Starbucks, com sua incomparável capacidade de fidelizar clientes.
Nos últimos 25 anos, todo o pensamento estratégico foi direcionado para o oceano vermelho; A administração define que o sucesso ou o fracasso das empresas está na competição, o que tem permitido a muitos saberem atuar com maestria neste mundo, mas sem saber que outro tipo de estratégia poderia gerar melhores resultados, sem se preocupar tanto com a concorrência. Como resultado da estratégia do oceano azul, busca aumentar a competitividade e marcar uma diferenciação de negócios entre empresas que competem pelos mesmos clientes.

## Exemplos de empresas que representam o oceano azul
- Cirque du Soleil

- Electrolux
- NetJets (empresa de leasing de jatos executivos)
- Ralph Lauren
- Swatch
- Marvel[5]
- Stitch Fix[6]
- Nintendo
- Novo Nordisk (empresa farmacêutica dinamarquesa)
- Nabi
- CEMEX (Cimento Mexicano)
- BMW
- Nãotecidos Ibérica SL

## Ligações Externas
- Site oficial (em inglês)
- The Blue Ocean Strategy Institute